# Llista de ral·lis raid
Aquesta és una llista amb els principals ral·lis raid, ordenada alfabèticamwent i classificada per la seva tipologia. La llista aplega totes aquelles proves, competicions i esdeveniments destacats relacionats amb la modalitat motociclista i automobilista del ral·li raid, també anomenada ral·li cross country (com ara les curses de desert, els ral·lis d'aventura i les expedicions motoritzades), tant si se celebren actualment com si s'han celebrat antigament, ja fos un sol cop o amb certa periodicitat. Les proves ja desaparegudes s'identifiquen pel fet de tenir informada la columna Final i estar remarcades en color beix.
Les proves que s'han compilat són les més conegudes internacionalment i, per tant, no és una llista extensiva i n'hi poden faltar algunes.
A 1 de gener de 2017

## Ral·lis raid
El ral·li raid és una cursa de llarga distància per tota mena de terreny que acostuma a durar de 3 a 15 dies, cadascun dels quals amb un recorregut que pot atènyer els 900 km. Les proves incloses en aquesta llista que s'anomenen "Baja" són en essència ral·lis raid malgrat el seu nom, el qual adopten pel fet d'inspirar-se en la famosa Baja 1000 de la Baixa Califòrnia. En canvi, les "Baja" pròpiament dites (Baja 1000, San Felipe 250 i similars), s'han agrupat a la secció Curses de desert.
| Ral·li raid                           | Nom oficial o alternatiu                      | Lloc                                        | Primer | Darrer |
| ------------------------------------- | --------------------------------------------- | ------------------------------------------- | ------ | ------ |
| 205 Trophée                           | -                                             | Marroc                                      | ?      | ?      |
| Abu Dhabi Desert Challenge            | ADDC                                          | Abu Dhabi                                   | 1991   | -      |
| Africa Eco Race                       | Africa Race                                   | Mònaco - Dakar (Senegal)                    | 2009   | -      |
| Australasian Safari                   | -                                             | Desert Tanami (Austràlia Occidental)        | 1985   | 2014   |
| Baja d'Hongria                        | Hungarian Baja                                | Veszprém                                    | 2004   | -      |
| Baja d'Itàlia                         | Italian Baja                                  | Friül - Venècia Júlia                       | 1993   | -      |
| Baja de Polònia                       | Baja Polska                                   | Nord-oest de Polònia                        | 2009   | -      |
| Baja España-Aragón                    | Baja Aragón, Baja Montesblancos               | Els Monegres (Espanya)                      | 1983   | -      |
| Baja Portalegre 500                   | -                                             | Portalegre (Portugal)                       | 1987   | -      |
| Baja Portugal 1000                    | -                                             | Portugal                                    | 1988   | 2005   |
| Baja Rússia "Northern Forest"         | Baja Russia Northern Forest, Northern Forest  | Sant Petersburg                             | 2003   | -      |
| Budapest-Bamako                       | Great African Run                             | Budapest (Hongria) - Bamako (Guinea Bissau) | 2005   | -      |
| Cholistan Desert Jeep Rally           | Cholistan Jeep Rally                          | Cholistan (Pakistan)                        | 2005   | -      |
| Cross Egypt Challenge                 | CEC                                           | Egipte                                      | 2011   | -      |
| Desafío Ruta 40                       | -                                             | "Ruta nacional 40" (Argentina)              | 2010   | -      |
| Finke Desert Race                     | Tatts Finke Desert Race                       | Alice Springs (Austràlia)                   | 1974   | -      |
| Légende des Héros                     | -                                             | París - Llac Rosa (Senegal)                 | 2006   | 2008   |
| Plymouth-Banjul Challenge             | Ultimate Banger Challenge                     | Plymouth (Anglaterra) - Banjul (Gàmbia)     | 2003   | -      |
| Raid 4L Trophy                        | 4L Trophy                                     | Marroc                                      | 1998   | -      |
| Raid de l'Himàlaia                    | -                                             | Nord de l'Índia                             | 1999   | -      |
| Ral·li Alger-El Cap                   | Rallye Alger-Le Cap, Raid Méditerranée-Le Cap | Àfrica                                      | 1924   | 1961   |
| Ral·li Atacama                        | Rally Atacama                                 | Xile                                        | 2010   | -      |
| Ral·li Camins de l'Inca               | Rally Caminos del Inca                        | Perú                                        | 1966   | -      |
| Ral·li Cross Country Qatar Sealine    | Qatar Sealine Cross Country Rally             | Qatar                                       | 2012   | -      |
| Ral·li Cuesta del Gallo               | Rally Cuesta del Gallo                        | Regió de Magallanes i de l'Antàrtica Xilena | 1996   | -      |
| Ral·li Dakar                          | Dakar Rally (inicialment, Rallye Paris-Dakar) | Europa, Àfrica i Amèrica                    | 1979   | -      |
| Ral·li d'Europa central               | Central Europe Rally                          | Romania i Hongria                           | 2008   | 2008   |
| Ral·li de l'Atles                     | Rallye de l'Atlas, Rallye Paris-Agadir        | Serralada de l'Atles (Marroc)               | 1982   | 1998   |
| Ral·li de la Copa del Món             | World Cup Rally                               | Europa, Mèxic i Sàhara                      | 1970   | 1974   |
| Ral·li de la Ruta de la seda          | Silk Way Rally                                | Rússia, Turkmenistan i la Xina              | 2009   | -      |
| Ral·li de les Gaseles                 | Rallye Aïcha des Gazelles du Maroc            | Marroc                                      | 1990   | -      |
| Ral·li de Merzouga                    | Merzouga Rally                                | Merzouga (Marroc)                           | 2010   | -      |
| Ral·li de Sardenya                    | Sardegna Rally Race, SRR                      | Sardenya                                    | 2008   | -      |
| Ral·li de Tunísia                     | Rallye de Tunisie                             | Tunísia                                     | 1981   | 2011   |
| Ral·li del Marroc                     | Rallye Maroc                                  | Marroc                                      | 2000   | -      |
| Ral·li dels Faraons                   | Pharaons International Cross Country Rally    | Egipte                                      | 1982   | -      |
| Ral·li dos Sertões                    | -                                             | Brasil                                      | 1993   | -      |
| Ral·li Mongol                         | Mongol Rally                                  | Europa occidental - Ulan Bator (Mongòlia)   | 2004   | -      |
| Ral·li Patagònia-Atacama              | Rally Patagonia-Atacama                       | Argentina i Xile                            | 2005   | 2007   |
| Ral·li PAX                            | PAX Rally                                     | Lisboa - Portimão (Portugal)                | 2008   | 2008   |
| Ral·li "Por las Pampas"               | Por las Pampas Rally                          | Argentina i Xile                            | ?      | -      |
| Ral·li Transibèric                    | Rally Transibérico                            | Portugal, Espanya i Marroc                  | 2005   | 2009   |
| Ral·li Transsiberià                   | Transsyberia rally                            | Moscou - Ulan Bator (Mongòlia)              | 2007   | 2008   |
| Ral·li TT Estoril-Portimão-Marràqueix | Rally TT Vodafone Estoril-Portimão-Marrakech  | Estoril (Portugal) - Marràqueix (Marroc)    | 2010   | 2010   |
| TransAfricaine Classic                | -                                             | París - Dakar (Senegal)                     | 2006   | 2007   |
| Trophée Roses des sables              | -                                             | Marroc                                      | 2001   | -      |

## Curses de desert
Les curses de desert difereixen del ral·li raid fet de ser de curta durada i no tenir etapes. Cal recórrer una llarga distància pel desert però no és una cursa contrarellotge, ans de velocitat: els pilots surten alhora i guanya qui arribi abans. Són molt populars a l'Amèrica del Nord, on se'n celebren diverses als deserts dels EUA i Mèxic.
| Cursa            | Nom oficial o alternatiu   | Lloc                                              | Primera | Darrera |
| ---------------- | -------------------------- | ------------------------------------------------- | ------- | ------- |
| Baja 500         | -                          | Baixa Califòrnia (Mèxic)                          | 1969    | -       |
| Baja 1000        | -                          | Baixa Califòrnia (Mèxic)                          | 1967    | -       |
| Baja 4000        | -                          | Los Angeles (Califòrnia) - Cabo San Lucas (Mèxic) | 2017    | -       |
| Barstow to Vegas | -                          | Barstow (Califòrnia) - Las Vegas (Nevada)         | 1964    | 1989    |
| Mint 400         | -                          | Las Vegas (Nevada)                                | 1967    | -       |
| Primm 300        | Terrible's SCORE Primm 300 | Primm, Nevada                                     | 1996    | -       |
| San Felipe 250   | -                          | Baixa Califòrnia (Mèxic)                          | 1982    | -       |

## Ral·lis d'aventura
Un ral·li d'aventura és una prova de llarga durada en condicions extremes per terrenys sovint impracticables que poden incloure selves tropicals, sabanes, deserts, altes serralades, zones àrtiques i similars. La llista en recull només els més significatius.
| Prova        | Lloc                    | Primera | Darrera |
| ------------ | ----------------------- | ------- | ------- |
| Camel Trophy | Itinerant arreu del món | 1980    | 2000    |
| Rhino Charge | Kenya                   | 1989    | -       |

## Ral·lis travessa
Al llarg de la història hi ha hagut diverses proves puntuals de ral·li amb automòbil de llarga durada, tipus travessa de continents, que han estat els antecedents més antics dels actuals ral·lis raid. Aquests en varen ser els més significatius.
| Ral·li                           | Nom oficial o alternatiu                                        | Lloc                                                                 | Any  |
| -------------------------------- | --------------------------------------------------------------- | -------------------------------------------------------------------- | ---- |
| Nova York-París 1908             | 1908 New York to Paris Race (The Great Race)                    | Nova York - París, travessant tota l'Amèrica del Nord, Àsia i Europa | 1908 |
| Pequín-París                     | Peking to Paris                                                 | Pequín - París                                                       | 1907 |
| Ral·li-Marató Londres-Sydney     | London-Sydney Marathon                                          | Londres - Sydney (Austràlia)                                         | 1968 |
| Ral·li Volta a l'Amèrica del Sud | Rally Vuelta a América del Sur (Marathon-Tour of South America) | Amèrica del Sud                                                      | 1978 |

1. 1 2  La prova s'ha reeditat en alguna ocasió al llarg dels anys.

## Expedicions motoritzades
Tot i no ser proves esportives ni tenir esperit competitiu, al llarg de la història hi ha hagut nombroses expedicions motoritzades (amb automòbil o motocicleta) que han estat, juntament amb els ral·lis travessa, els antecedents més antics dels actuals ral·lis raid. Aquestes en varen ser les més significatives.
| Expedició                 | Nom oficial o alternatiu                                              | Lloc                   | Anys        |
| ------------------------- | --------------------------------------------------------------------- | ---------------------- | ----------- |
| Croisière blanche         | -                                                                     | Nord-oest del Canadà   | 1934        |
| Croisière jaune           | Mission Centre-Asie, 3e mission G.M. Haardt – Audouin-Dubreuil        | Europa - Àsia          | 1931 - 1932 |
| Croisière noire           | Expédition Citroën Centre Afrique, 2e mission Haardt Audouin-Dubreuil | Àfrica i Madagascar    | 1924 - 1925 |
| Mission Tranin-Duverne    | -                                                                     | Conakry - Mar Roig     | 1924 - 1925 |
| Operació Impala           | Operación Impala                                                      | Ciutat del Cap - Tunis | 1962        |
| Raid transsaharien Gradis | 2e mission Gradis                                                     | Sàhara                 | 1924        |

## Campionats internacionals
Els següents són els campionats internacionals relacionats amb els ral·lis raid més populars.
- Dakar Series, organitzades per l'Amaury Sport Organisation des del 2008
- Campionat del Món de Ral·lis Cross-Country (FIM Cross-Country Rallies World Championship), organitzat per la FIM des de 1999
- Copa del Món de Ral·lis Raid (FIA Cross-Country Rally World Cup), organitzada per la FIA des de 1993
- Grand National Cross Country (AMSOIL Grand National Cross Country, abreujat GNCC), organitzat per l'AMA des de 1975
- Campionat del SCORE International (Sanctioning Committee Off Road Events), una competició que agrupa diverses curses pel desert a l'Amèrica del Nord de l'estil de la Baja 1000